# 中国分析测试协会
中国分析测试协会（英語：The China Association for Instrumental Analysis），是由中华人民共和国从事分析测试及相关业务的单位、组织和个人组成的社会组织，曾由科技部主管，2020年实现分离。

## 概况
中国分析测试协会成立于1986年，截至2016年共会员单位321个。2015年，经国家科学技术奖励工作办公室批准荣获国家科学技术奖推荐资格。

## 历届理事长
- 第一届（1986－1990）：杨浚
- 第二届（1990－1994）：杨浚
- 第三届（1994－1998）：杨浚
- 第四届（1998－2002）：惠永正
- 第五届（2002－2006）：惠永正
- 第六届（2007－2011）：张泽
- 第七届（2012－2016）：张泽
- 第八届（2017－2021）：江桂斌[2]

## 出版物
期刊：
- 《分析测试学报》
- 《分析试验室》
- 《现代科学仪器》
- 《化学试剂》

## 颁发奖项
- 中国分析测试协会科学技术奖（CAIA奖）